# HD 73526
HD 73526 là tên của một ngôi sao có quang phổ loại G6 V nằm trong dãy chính ở trong một chòm sao phương nam tên là Thuyền Phàm. Dựa trên giá trị thị sai đo được là 10,49, khoảng cách của nó với chúng ta là khoảng xấp xỉ 310 năm ánh sáng. Ngôi sao này khi so sánh với mặt trời của chúng ta thì có nhiệt độ thấp hơn, độ sáng lớn hơn, khối lượng tương đương và bán kính lớn hơn. Ngôi sao này có tuổi gấp 122% và có tỉ lệ các nguyên tố khác đối với hydro và heli tại lõi của nó (hay còn gọi là độ kim loại) gần như là gấp đôi mặt trời. Khẳng định trên dựa vào lượng sắt nó có thể hiện ra bên ngoài thông qua quang phổ của nó.
Vào ngày 13 tháng 6 năm 2002, một hành tinh được định danh là HD 73526 b (có khối lượng gấp 2,1 lần khối lượng Sao Mộc) quay quanh ngôi sao này với quỹ đạo chỉ thấp hơn quỹ đạo của sao Hỏa quay quanh mặt trời. Ngôi sao này nhận lượng ánh sáng gấp 3,65 lần trái đất và 1,89 lần sao Hỏa. Nó là thiên thể duy nhất quay quanh HD 73526 được nhìn thấy cho đến năm 2006, một hành tinh khác được định danh là HD 73526 c được phát hiện và khối lượng của nó gấp 2,3 lần khối lượng sao Mộc. Mặc dù những khối lượng trên chỉ là khối lượng tối thiểu do độ nghiêng quỹ đạo của nó vẫn chưa biết, nhưng phép phân tích tính ổn định của quỹ đạo chỉ ra rằng độ nghiêng quỹ đạo của cả hai hành tinh trên thì gần như là gần bằng 90 độ, điều này khiến khối lượng thực tế của chúng cũng không sai khác gì nhiều so với khối lượng tối thiểu ở trên.

## Dữ liệu hiện tại
Theo như quan sát, đây là ngôi sao nằm trong chòm sao Thuyền Phàm và dưới đây là một số dữ liệu khác:
- Xích kinh 08h 37m 16.4833s[1]
- Độ nghiêng −41° 19′ 08.789″[1]
- Cấp sao biểu kiến +9.00[5]
- Vận tốc xuyên tâm 26.31 ± 0.10[6] km/s
- Cấp sao tuyệt đối +4.1 ± 0.2[3]
- Loại quang phổ G6 V[7]
- Giá trị thị sai 10,49 +/- 0,21[1]

| Thiên thể đồng hành (thứ tự từ ngôi sao ra) | Khối lượng      | Bán trục lớn (AU) | Chu kỳ quỹ đạo (ngày) | Độ lệch tâm | Độ nghiêng | Bán kính |
| ------------------------------------------- | --------------- | ----------------- | --------------------- | ----------- | ---------- | -------- |
| b                                           | >2.07 ± 0.16 MJ | 0.66 ± 0.05       | 187.5 ± 0.3           | 0.39 ± 0.05 | —          | —        |
| c                                           | >2.30 ± 0.17 MJ | 1.05 ± 0.08       | 376.9 ± 0.9           | 0.40 ± 0.05 | —          | —        |